# 레몬 치킨
레몬 치킨(영어: Lemon chicken)은 닭고기와 레몬을 사용한 요리이다. 미국 등 전 세계에서 흔히 볼 수 있는 중국 요리이지만, 중국에서는 찾아보기 어렵다. 레몬 치킨은 닭고기와 레몬을 포함하는 전 세계 요리에서 발견되는 여러 요리의 이름이다.
캐나다 및 영국 및 중국 요리에서는 일반적으로 닭고기 조각을 볶거나 반죽하여 튀긴 후 두껍고 달콤한 레몬 맛 소스로 코팅한다. 홍콩 추엔완(Tsuen Wan)에 있는 판다 호텔(Panda Hotel)의 중국 레스토랑에서는 반죽을 입힌 닭고기 조각을 곁들인 레몬 치킨 버전을 제공하고, 아몬드 조각으로 말아서 튀긴 후 레몬 글레이즈 소스를 곁들였다.
호주에서 인기 있는 레몬 치킨 버전은 닭고기에 반죽을 바르고 튀겨낸 다음 레몬 소스로 덮는 것이다.

## 비슷한 이름의 요리
이탈리아(pollo al limone)와 그리스(κοτόπουλο λεμονάτο)의 레몬 치킨은 전체 닭고기를 화이트 와인, 레몬 주스, 신선한 백리향 및 미르푸아와 함께 팬에 구운 것으로 구성된다.
스페인에서는 유사한 요리인 폴로 알 로메로 콘 리몬 이 피뇨네스(pollo al romero con limón y piñones)에도 잣, 로즈마리, 햄이 포함되어 있다.
프랑스식 푸레 오 시트론은 소스에 디종 머스터드가 들어가 있고 구운 감자가 곁들여진다.

## 같이 보기
- 오렌지 치킨